# Franz Josef Anton von Pirkershausen
Franz Josef Anton von Pirkershausen (17. července 1841 Běsno – 12. srpna 1906 Wolfsberg, Rakousko) byl námořní důstojník, příslušník rakousko-uherského válečného loďstva. Od roku 1895 byl kapitánem křižníku Kaiser Franz Josef I., roku 1892 byl povýšen do šlechtického stavu.

## Životopis

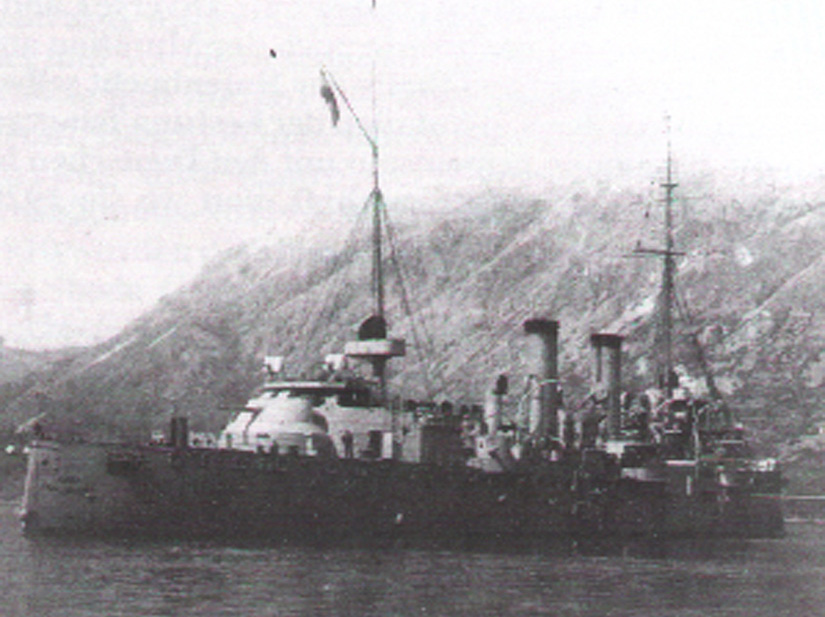
Křižník Kaiser Franz Josef I.

Anton se narodil v Běsně, malé vesnici na Podbořansku, jako syn tamního učitele. Základní školu absolvoval v rodišti, v letech 1855–1858 studoval na nižší reálce v Chomutově, v letech 1858–1861 na vyšší reálce v Praze. V květnu 1861 vstoupil jako aspirant do válečného námořnictva.
Jeho prvním působištěm byla briga Huszár, kde složil kadetské zkoušky. Od listopadu 1863 sloužil
na fregatě Schwarzenberg. Zde se plavil ve Středozemním moři v eskadře pod velením admirála Wilhelma von Tegetthoff. Po vypuknutí dánsko-německé války v roce 1864 se na Schwarzenbergu zúčastnil bitvy u Helgolandu, v níž byla jeho loď těžce poškozená. Za statečnost obdržel dvě pruská vyznamenání: pruský čestný odznak 1. třídy a stříbrnou medaili za statečnost 1. třídy.
V červenci 1866 se na jachtě Greif zúčastnil bitvy u Visu. Na korvetě Helgoland se v letech 1873–1875 plavil po Indickém oceánu a kolem Afriky. V roce 1888 byl jmenován korvetním kapitánem a o tři roky později fregatním kapitánem. Roku 1895 velel křižníku Kaiser Franz Josef I., krátce poté odešel do penze. V roce 1892 byl povýšen do šlechtického stavu s právem používat přídomek von Pirkershausen. V témže roce se oženil s Josefínou roz. Pirkerovou a usadil se ve Štýrském Hradci.